# Helen Maroulis
Helen Maroulis, född 19 september 1991, är en amerikansk brottare.

## Karriär
Maroulis vann guld i 53 kg fristil vid olympiska sommarspelen 2016 efter finalseger mot Saori Yoshida. Därmed blev hon den förste amerikanska dambrottare någonsin som vunnit OS-guld i brottning och samtidigt bröt hon Yoshidas svit på tre raka OS-guld.
Vid olympiska sommarspelen 2020 i Tokyo, som arrangerades 2021, tog Maroulis brons i 57 kg-klassen efter att ha besegrat mongoliska Boldsajchany Chongordzul i bronsmatchen. Hon blev då den första amerikanska kvinnan att ta två olympiska medaljer i brottning.
Vid olympiska sommarspelen 2024 i Paris tog Maroulis brons i 57 kg-klassen efter att ha besegrat kanadensiska Hannah Taylor i bronsmatchen. Hon blev då den första amerikanska kvinnan att ta tre olympiska medaljer i brottning.